# 第3空軍 (アメリカ軍)
第3空軍（だい3くうぐん、英語: Third Air Force）は、アメリカ空軍・在欧州アメリカ空軍傘下の航空軍。司令部はドイツ・ラムシュタイン空軍基地。

## 歴史
アメリカ陸軍航空隊の部隊として、1940年にフロリダ州マクディール基地で設立された。第二次世界大戦においては1943年までアメリカ合衆国本土南東部の防空担当部隊であった。その後は、主に訓練担当部隊となっている。1946年には戦術航空軍団に移管されたが、間もなく編成解除された。
1951年に在欧州アメリカ空軍の部隊として復帰編成された。司令部はロンドン近郊に置かれた。ヨーロッパにおける戦術任務のほか、戦略航空軍団に対する兵站支援を行った。1986年にはエルドラドキャニオン作戦に参加しており、1991年には湾岸戦争にも投入された。
1996年には第17空軍の編成解除に伴い、在イギリスのみならず、在ドイツの空軍部隊も傘下におさめた。2005年には第16空軍司令部のドイツ・ラムシュタイン空軍基地移駐、欧州航空軍団司令部（HQ Air Command Europe)の設置に伴い、第3空軍司令部は一時、編成解除された。
2006年に第3空軍司令部はラムシュタイン空軍基地にて復帰編成された。これに伴い、第16空軍は縮小、トルコに移駐している。2007年時点においては、在欧州アメリカ空軍唯一の航空軍として機能している。